# Hongaarse minderheid in Servië

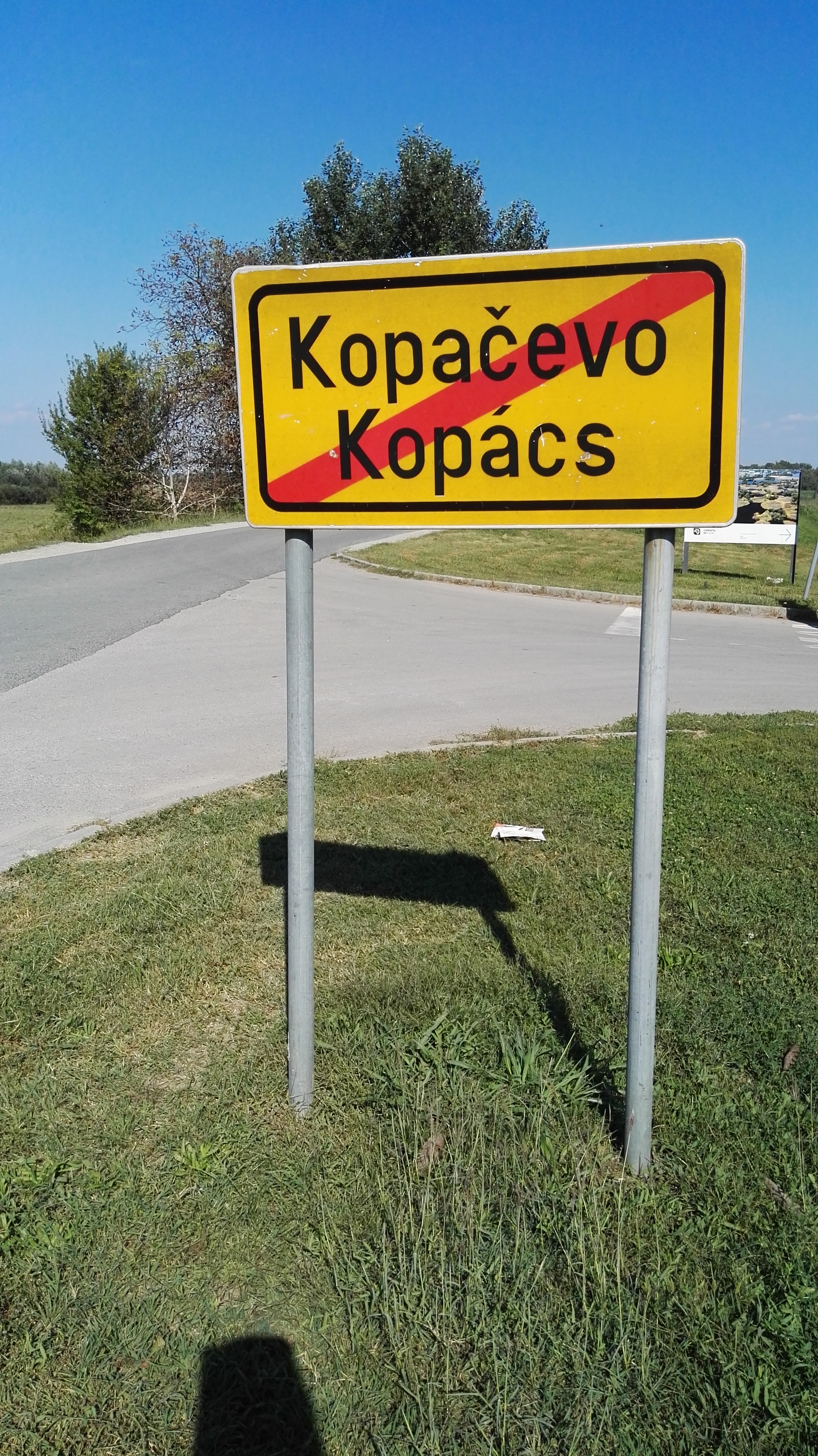
Tweetalig Servisch-Hongaars plaatsnaambord in Servië

De Hongaarse minderheid in Servië woont voornamelijk in de autonome provincie Vojvodina. Deze provincie behoorde tot 1920 tot het Koninkrijk Hongarije binnen de dubbelmonarchie Oostenrijk-Hongarije. Ook tussen 1941 en 1944 behoorde Vojvodina tot Hongarije, waarna het weer onderdeel werd van Joegoslavië. 
De Hongaren wonen met name in het noordelijk deel van de provincie en vormen hier in meerdere gemeenten de meerderheid van de bevolking. In de overige delen van Vojvodina komen ook dorpen voor met een Hongaarse meerderheid. Verder zijn er veel steden waar Hongaren een minderheid vormen. Dit is bijvoorbeeld het geval in Novi Sad waar 13.272 Hongaren wonen.

## Bevolking
De Hongaarse minderheid in Servië telt volgens gegevens uit de volkstelling van 2011 253.899 personen. De Hongaren vormen hiermee 3,38 procent van de bevolking en zijn aldus de grootste minderheid in Servië.
Het aantal Hongaren in Servie neemt al decennialang af. In 1953 woonden er nog 441.907 Hongaren in het land. In 1991 was dit aantal teruggelopen tot 343.800.
In de autonome provincie Vojvodina vormen de Hongaren een minderheid van 12,48% van de bevolking. Het Hongaars heeft in de provincie de status van officiële taal. Twee districten van Vojvodina vormen de kern van het door Hongaren bewoonde gebied. In het oblast Noord-Banaat vormen de Hongaren een grote minderheid van 47,44% en in het oblast Noord-Backa een minderheid van 41,39 procent.

### Gemeenten
| Gemeente      | Hongaarse naam   | Totale bevolking | # Hongaren | % Hongaren |
| ------------- | ---------------- | ---------------- | ---------- | ---------- |
| Kanjiža       | Magyarkanizsa    | 25.343           | 21.576     | 85,14      |
| Senta         | Zenta            | 23.316           | 18.441     | 79,09      |
| Ada           | Ada              | 16.991           | 12.750     | 75,04      |
| Bačka Topola  | Topolya          | 33.321           | 19.307     | 57,94      |
| Mali Iđoš     | Kishegyes        | 12.031           | 6.486      | 53,91      |
| Čoka          | Csóka            | 11.398           | 5.661      | 49,67      |
| Bečej         | Óbecse           | 37.351           | 17.309     | 46,34      |
| Subotica      | Szabadka         | 141.554          | 50.469     | 35,65      |
| Novi Kneževac | Törökkanizsa     | 11.269           | 3.217      | 28,55      |
| Temerin       | Temerin          | 28.287           | 7.460      | 26,37      |
| Srbobran      | Szenttamás       | 16.317           | 3.387      | 20,76      |
| Žitište       | Begaszentgyörgy  | 16.841           | 3.371      | 20,02      |
| Novi Bečej    | Törökbecse       | 23.925           | 4.319      | 18,05      |
| Nova Crnja    | Magyarcsernye    | 10.272           | 1.819      | 17,71      |
| Sečanj        | Torontálszécsány | 13.267           | 1.691      | 12,75      |
| Kikinda       | Nagykikinda      | 59.453           | 7.270      | 12,23      |
| Sombor        | Zombor           | 85.903           | 9.874      | 11,49      |
| Plandište     | Zichyfalva       | 11.336           | 1.280      | 11,29      |
| Apatin        | Apatin           | 28.929           | 3.102      | 10,72      |
| Zrenjanin     | Nagybecskerek    | 123.362          | 12.350     | 10,01      |
| Kovačica      | Antalfalva       | 25.274           | 2.522      | 9,98       |
| Kovin         | Kevevára         | 33.722           | 3.001      | 8,90       |
| Kula          | Kúla             | 43.101           | 3.412      | 7,92       |
| Irig          | Ürög             | 10.866           | 762        | 7,01       |
| Bač           | Bács             | 14.405           | 958        | 6,65       |
| Vrbas         | Verbász          | 42.092           | 2.464      | 5,85       |
| Titel         | Titel            | 15.738           | 822        | 5,22       |
| Novi Sad      | Újvidék          | 307.760          | 12.637     | 4,11       |

### Grootste Hongaarse gemeenschappen in Vojvodina
- 1. 	Szabadka (Subotica), 34 983 Hongaren op een stadsbevolking van 99 981 (34,99%)
- 2. 	Zenta (Senta), 15 860 Hongaren op een stadsbevolking van 20 302 (78,12%)
- 3.  Óbecse (Bečej), 11 725 Hongaren op een stadsbevolking van 25 774 (45,49%)
- 4. 	Nagybecskerek (Zrenjanin) 11 605 Hongaren op een stadsbevolking van 79 773 (14,55%)
- 5. 	Újvidék (Novi Sad), 11 538 Hongaren op een stadsbevolking van 191 405 (6,03%)

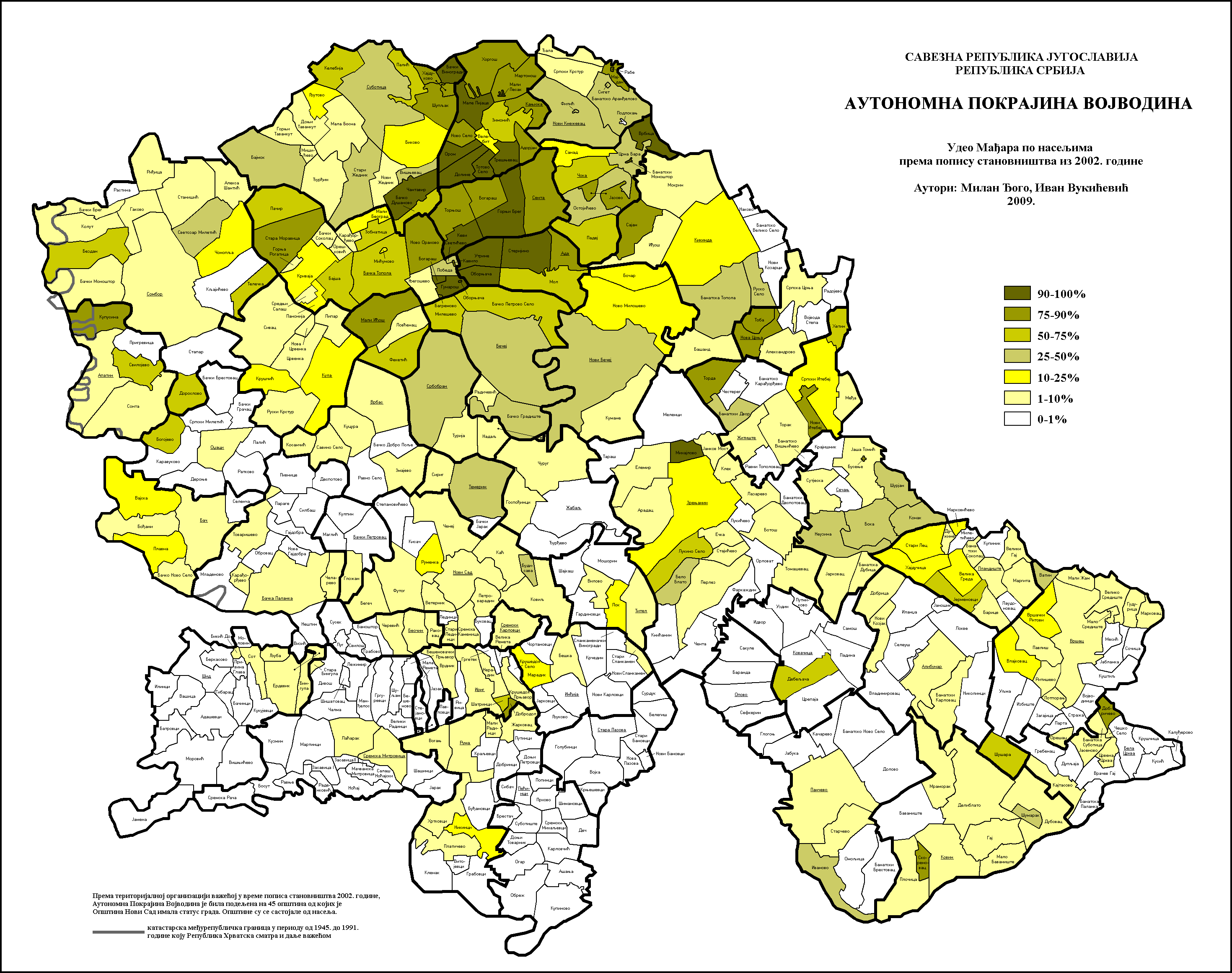

## Politiek
De Hongaren worden in het nationale parlement van Servië, het regionale parlement van Vojvodina en in verschillende gemeenten vertegenwoordigd door de VMSZ (Vajdasági Magyar Szövetség of Alliantie van Hongaren in Vojvodina).
In het nationale parlement heeft de VMSZ 9 zetels van de 250 (2020), in het parlement van Vojvodina heeft ze 12 zetels van de 120 en maakt sinds 2012 deel uit van de regering.

## Media
De Hongaarse minderheid heeft een eigen dagblad, Magyar Szó (Hongaars woord) dat vanaf 1944 zes keer per week verschijnt. Tussen 1944 en 2006 was Novi Sad de vestigingsplaats en vanaf 2006 is de redactie gevestigd in Szabadka (Subotica).
De regionale televisie van Vojvodina, Radio Televizija Vojvodine zendt verder dagelijks op het tweede kanaal in het Hongaars uit, evenals de regionale radio. Radio 2  is geheel Hongaarstalig. Deze zender staat onder de Hongaren bekend als Újvidéki Rádió. Het is het enige publieke radiostation buiten Hongarije dat 24 uur per dag Hongaarstalige uitzendingen verzorgt. De zender bestaat sinds 1949.
Vanuit Szabadka zendt het commerciële Pannon RTV via radio (Szabadkai Magyar Rádió en Pannon Rádió) en tv (Pannon TV) in de Hongaarse taal uit.

## Plaatsen in Vojvodina met een Hongaarse meerderheid
Dit is een lijst van plaatsen waar de Hongaren volgens de volkstelling van 2002 in de meerderheid waren.
In de gemeente Subotica:
- Subotica (Hongaars: Szabadka)
- Palić (Hongaars: Palics)
- Hajdukovo (Hongaars: Hajdújárás)

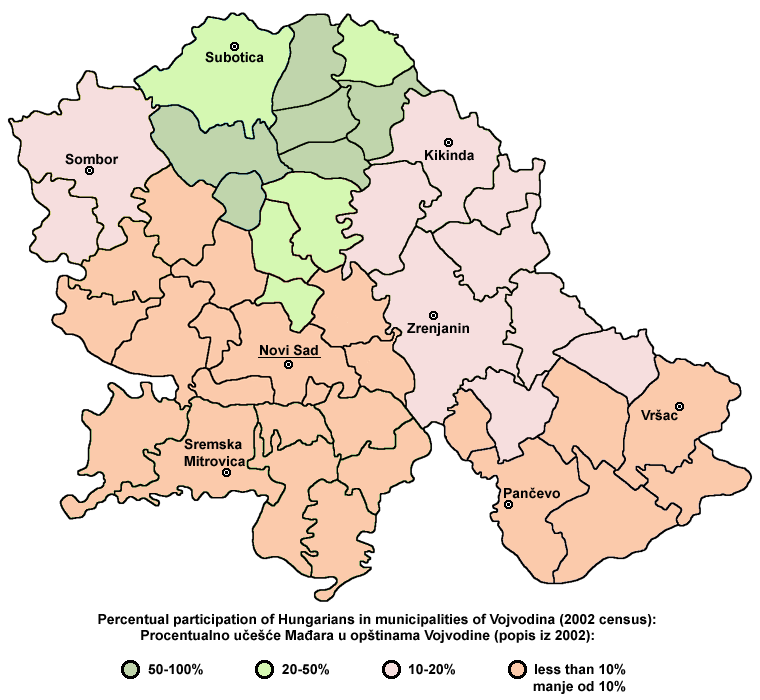
Percentage Hongaren per gemeente (volkstelling 2002)(gemeentelijke data)

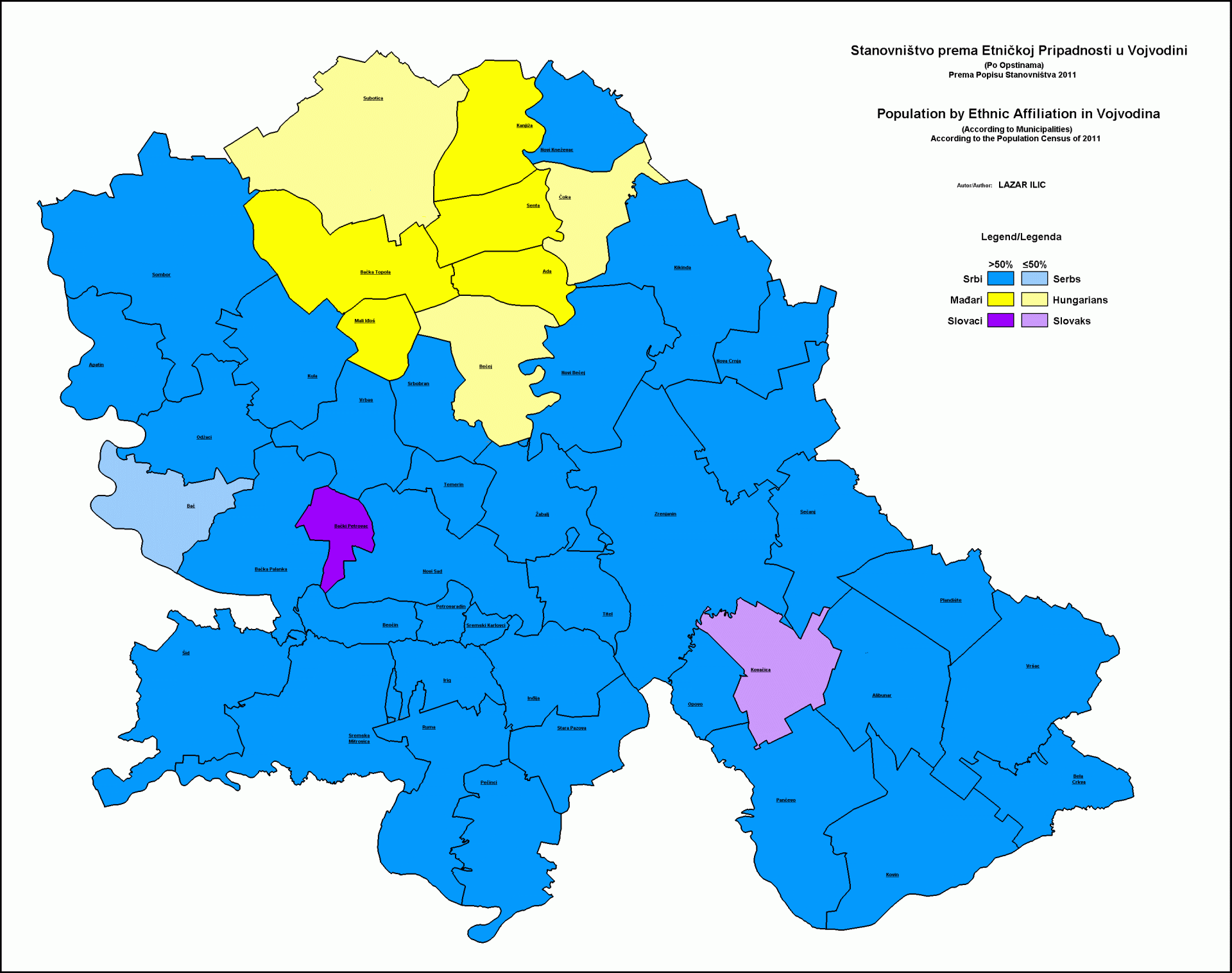
Hongaren in Vojvodina (volkstelling 2011) - per district

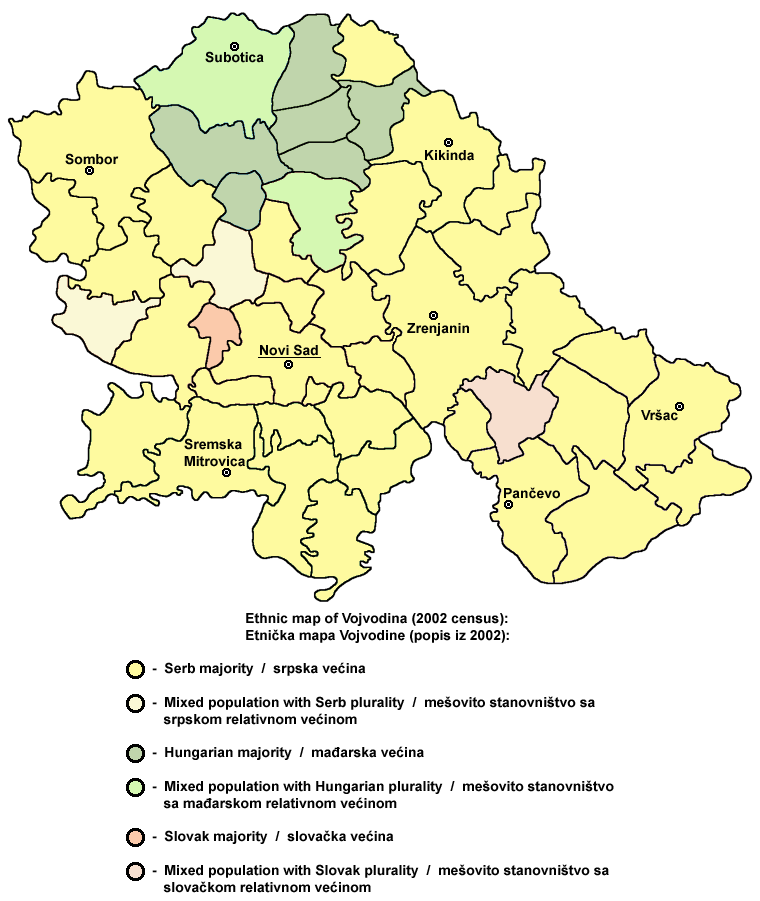
Hongaren in Vojvodina (volkstelling 2002) - gemeentelijke data

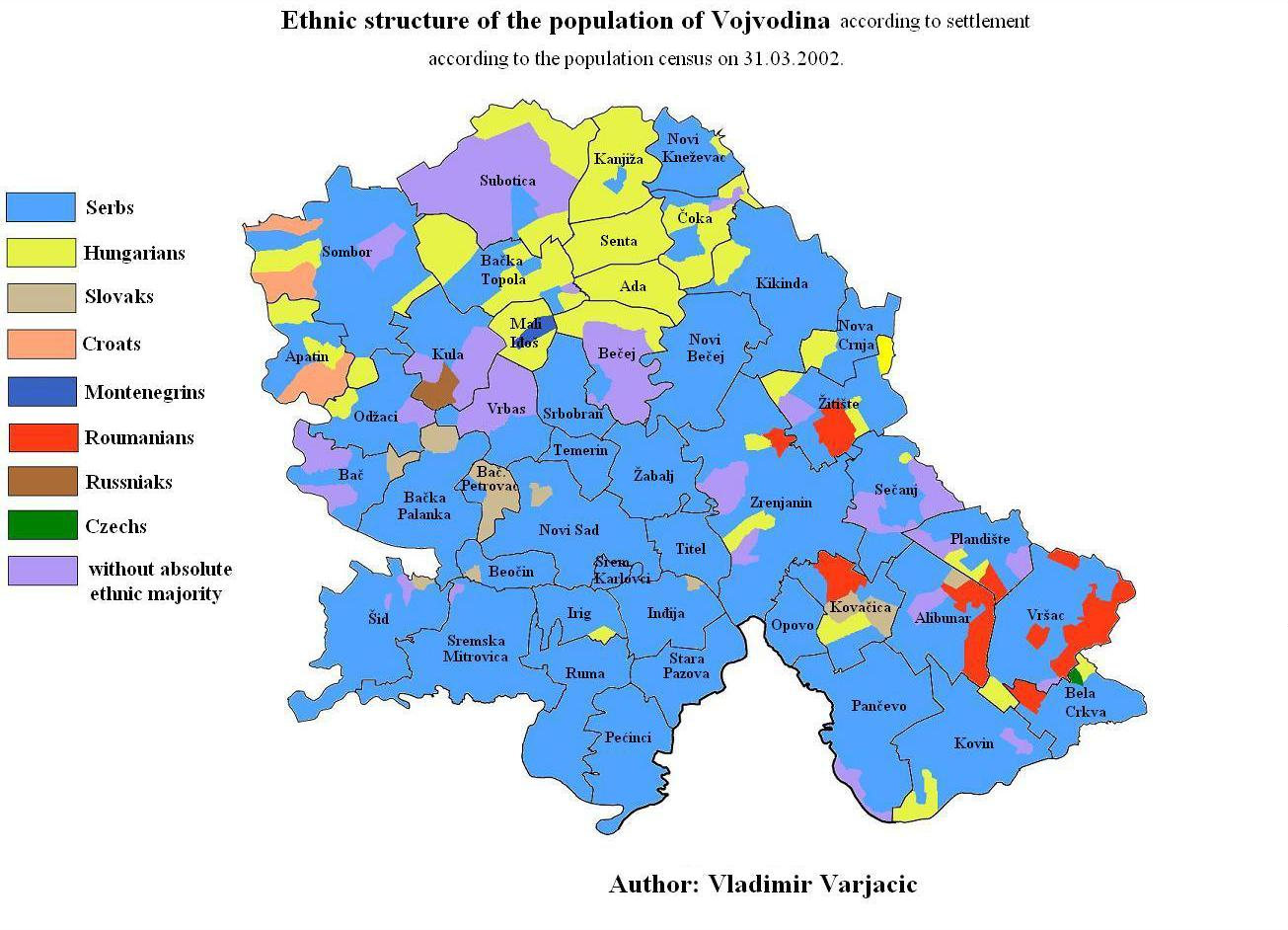
Hongaren in Vojvodina volgens de volkstelling van 2002 (data per plaats)

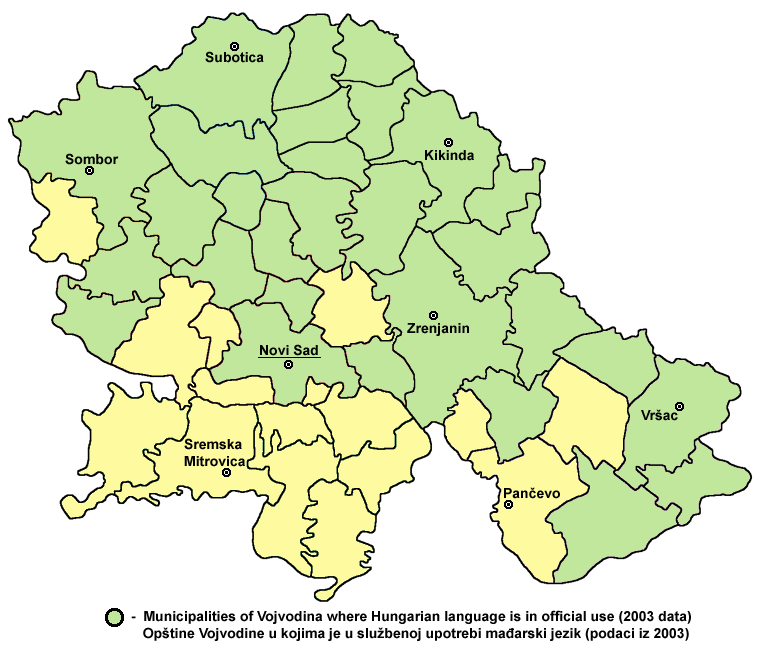
Gemeenten waar het Hongaars een officiële status heeft

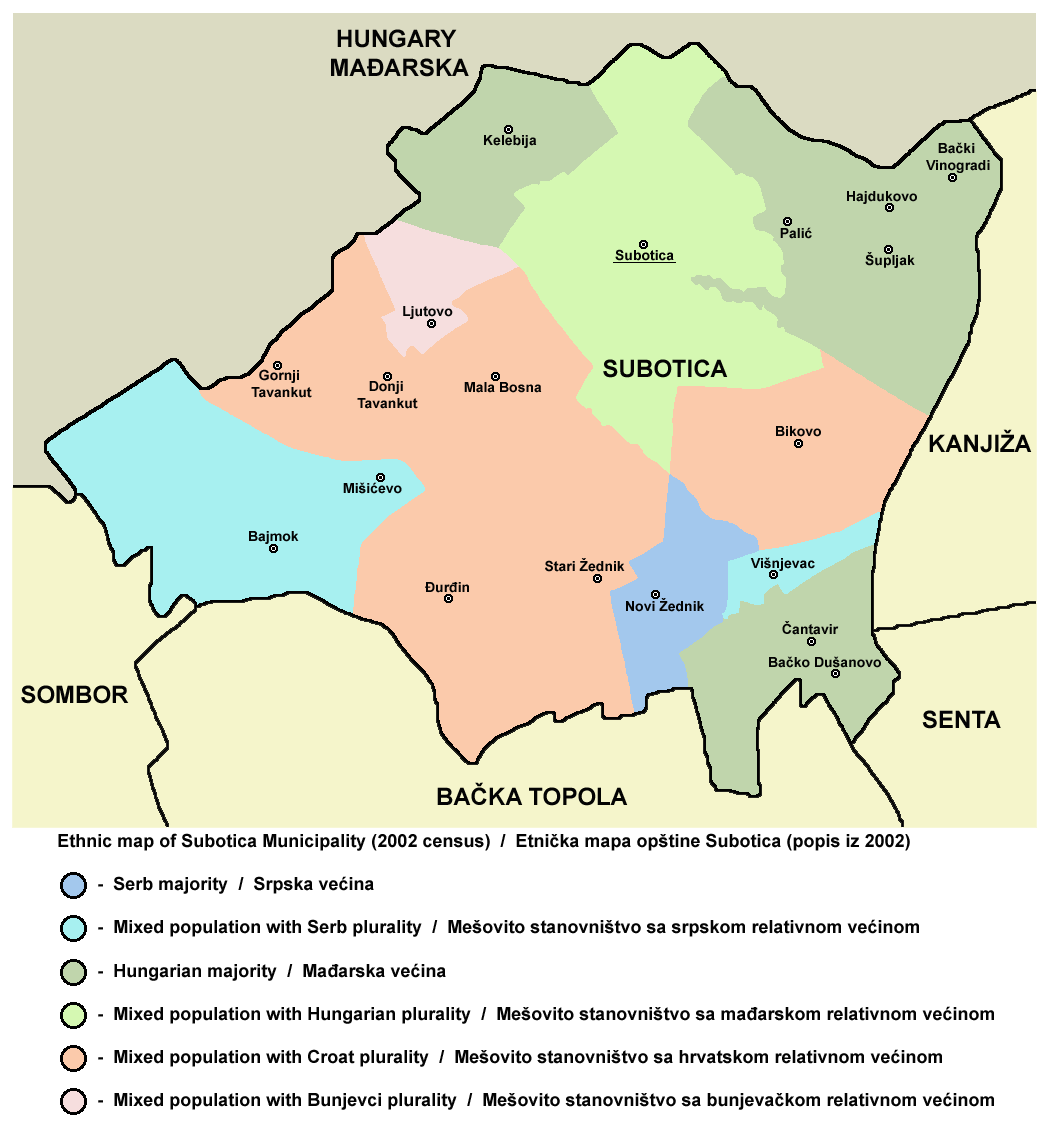
Etnische kaart van de gemeente Subotica met de plaatsen met een Hongaarse meerderheid

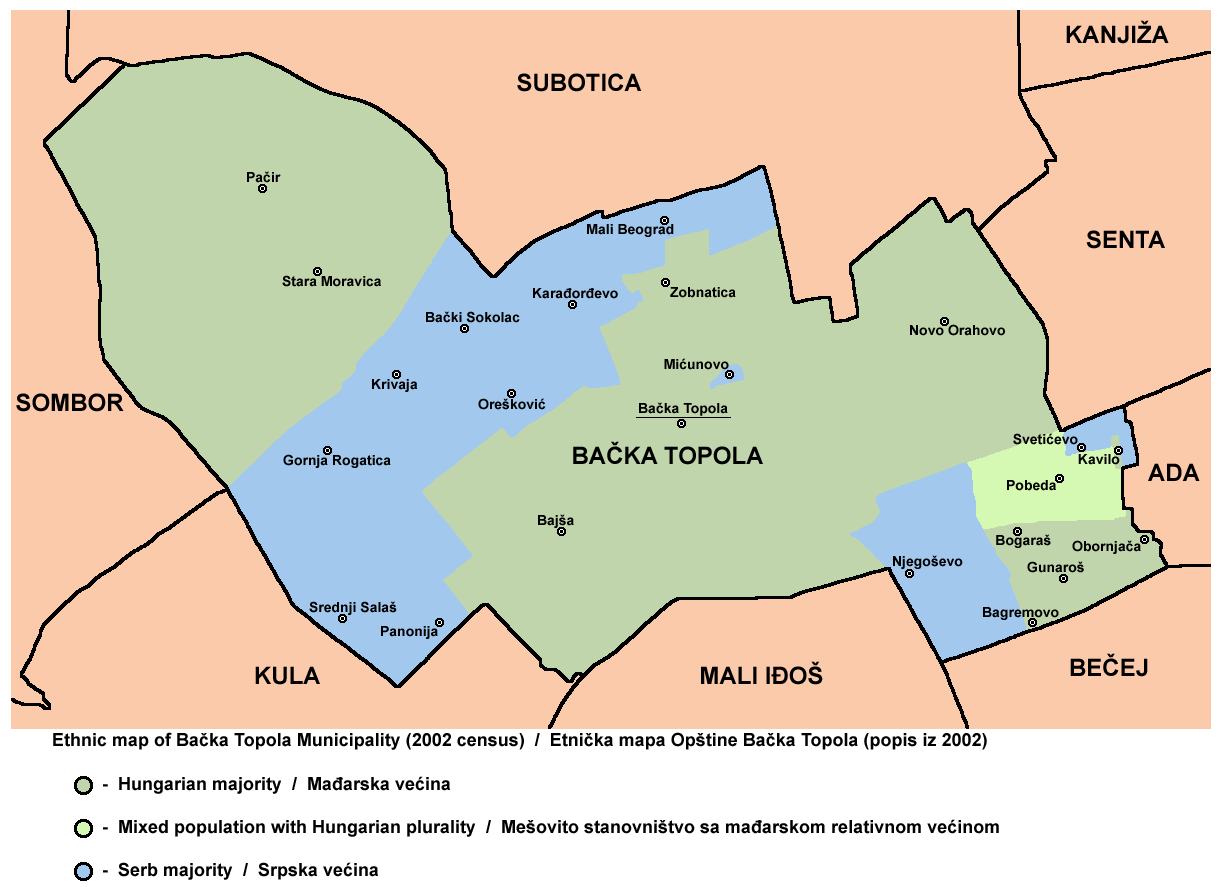
Ethische kaart van de gemeente Bačka Topola met de plaatsen met een Hongaarse meerderheid

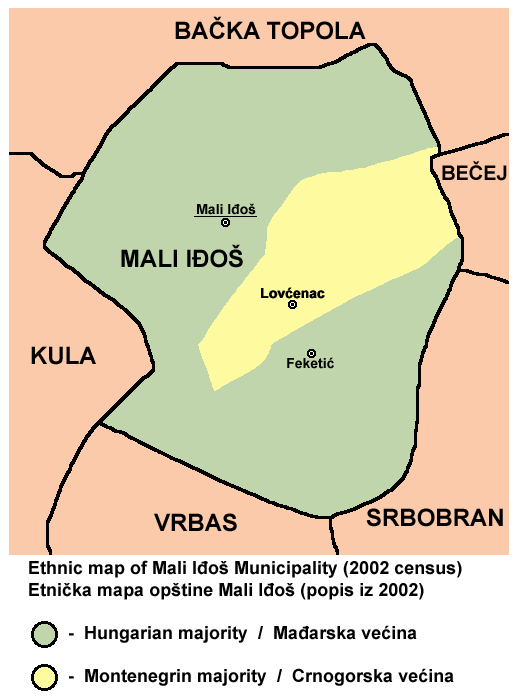
Etnische kaart van de gemeente Mali Iđoš met de plaatsen met een Hongaarse meerderheid

- Bački Vinogradi (Hongaars: Bácsszőlős)
- Šupljak (Hongaars: Ludas)
- Čantavir (Hongaars: Csantavér)
- Bačko Dušanovo (Hongaars: Zentaörs)
- Kelebija (Hongaars: Kelebia)

In de gemeente Bačka Topola:
- Bačka Topola (Hongaars: Topolya)
- Bajša (Hongaars: Bajsa)
- Pačir (Hongaars: Pacsér)
- Stara Moravica (Hongaars: Ómoravica orf Bácskossuthfalva)
- Zobnatica (Hongaars: Andrásnépe)
- Bogaraš (Hongaars: Bogaras-Félváros)
- Obornjača (Hongaars: Nagyvölgy)
- Bagremovo (Hongaars: Brazília)
- Gunaroš (Hongaars: Gunaras)
- Novo Orahovo (Hongaars: Zentagunaras)
- Kavilo (Hongaars: Rákócifalu or Kavilló)
- Pobeda (Hongaars: Győztes or Pobedabirtok)

In de gemeenteMali Iđoš:
- Mali Iđoš (Hongaars: Kishegyes)
- Feketić (Hongaars: Bácsfeketehegy)

In de gemeente Kanjiža:
- Kanjiža (Hongaars: Magyarkanizsa)
- Adorjan (Hongaars: Adorján)
- Doline (Hongaars: Völgyes)
- Horgoš (Hongaars: Horgos)
- Male Pijace (Hongaars: Kispiac)
- Mali Pesak (Hongaars: Kishomok)
- Martonoš (Hongaars: Martonos)
- Novo Selo (Hongaars: Újfalu)
- Orom (Hongaars: Orom)
- Totovo Selo (Hongaars: Tóthfalu)
- Trešnjevac (Hongaars: Oromhegyes)
- Zimonić (Hongaars: Ilonafalu)

In de gemeente Senta:
- Senta (Hongaars: Zenta)
- Gornji Breg (Hongaars: Felsőhegy)
- Bogaraš (Hongaars: Bogaras)
- Tornjoš (Hongaars: Tornyos)
- Kevi (Hongaars: Kevi)

In de gemeente Ada:
- Ada (Hongaars: Ada)
- Mol (Hongaars: Mohol)
- Utrine (Hongaars: Törökfalu)
- Obornjača (Hongaars: Völgypart-Nagyvölgy)
- Sterijino (Hongaars: Valkaisor)

In de gemeente Bečej:
- Bečej (Hongaars: Óbecse)
- Bačko Gradište (Hongaars: Bácsföldvár)
- Bačko Petrovo Selo (Hongaars: Péterréve)
- Mileševo (Hongaars: Mileševo)

In de gemeente Čoka:
- Čoka (Hongaars: Csóka)
- Padej (Hongaars: Padé)
- Jazovo (Hongaars: Hódegyháza)
- Banatski Monoštor (Hongaars: Kanizsamonostor)
- Vrbica (Hongaars: Egyházaskér)
- Crna Bara (Hongaars: Feketetó)

In de gemeente Novi Kneževac:
- Majdan (Hongaars: Magyarmajdány)
- Rabe (Hongaars: Rábé)

In de gemeente Kikinda:
- Sajan (Hongaars: Szaján)

In de gemeente Nova Crnja:
- Nova Crnja (Hongaars: Magyarcsernye)
- Toba (Hongaars: Tóba)

In de gemeente Žitište:
- Torda (Hongaars: Torda)
- Hetin (Hongaars: Tamásfalva of Hetény)
- Novi Itebej (Hongaars: Magyarittabé)

In de gemeente Zrenjanin:
- Mihajlovo (Hongaars: Magyarszentmihály)
- Lukino Selo (Hongaars: Lukácsfalva)

In de gemeente Sečanj:
- Busenje (Hongaars: Káptalanfalva)

In de gemeente Kovačica:
- Debeljača (Hongaars: Torontálvásárhely)

In de gemeente Plandište:
- Jermenovci (Hongaars: Ürményháza)

In de gemeente Vršac:
- Šušara (Hongaars: Fejértelep)

In de gemeente Bela Crkva:
- Dobričevo (Hongaars: Udvarszállás)

In de gemeente Kovin:
- Skorenovac (Hongaars: Székelykeve)
- Šumarak (Hongaars: Emánueltelep)

In de gemeente Pančevo:
- Ivanovo (Hongaars: Sándoregyháza)

In de gemeenteIrig:
- Šatrinci (Hongaars: Satrinca)
- Dobrodol (Hongaars: Dobradópuszta)

In de gemeente Odžaci:
- Bogojevo (Hongaars: Gombos)

In de gemeente Sombor:
- Doroslovo (Hongaars: Doroszló)
- Telečka (Hongaars: Bácsgyulafalva of Telecska)
- Bezdan (Hongaars: Bezdán)
- Svetozar Miletić (Hongaars: Nemesmillitics)

In de gemeente Apatin:
- Kupusina (Hongaars: Kupuszina of Bácskertes)
- Svilojevo (Hongaars: Szilágyi)